# Ralph Pomeroy Buckland
Pour les articles homonymes, voir Buckland.
Ralph Pomeroy Buckland (20 janvier 1812 - 27 mai 1892) est un représentant américain de l'Ohio, ainsi qu'un brigadier général de l'armée de l'Union pendant la guerre de Sécession et un cadre supérieur de l'Union Pacific Railroad après la guerre.

## Avant la guerre

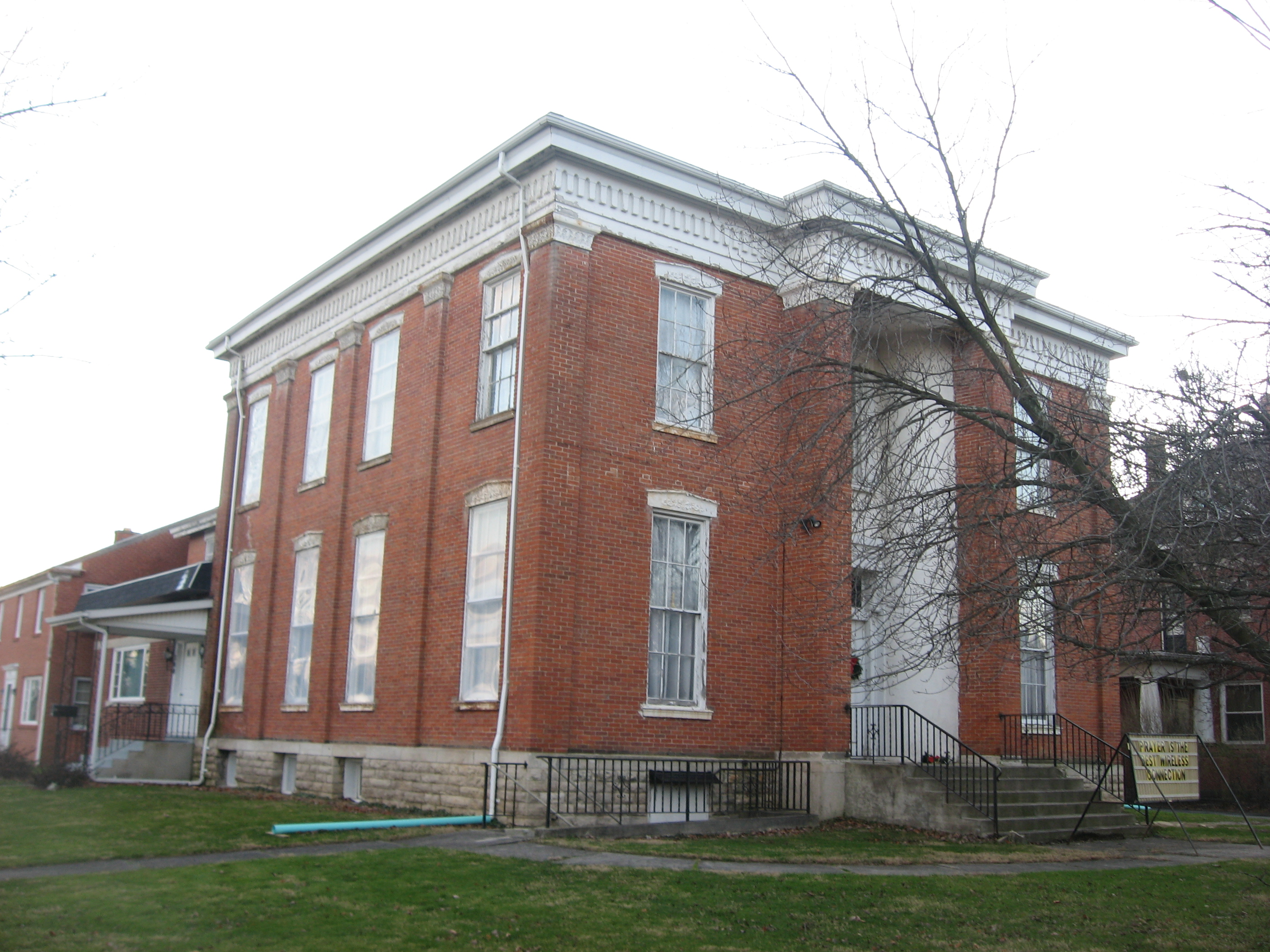
Maison de Buckland, à Fremont.

Né à Leyden au Massachusetts, Buckland part avec ses parents à Ravenna dans l'Ohio, la même année. Il fréquente les écoles du pays, l'académie de Tallmadge, et le Kenyon College à Gambier. Après des études de droit, il est admis au barreau en 1837 et commence la pratique à Fremont. Il sert en tant que maire de Fremont de 1843 à 1845, et est délégué à la convention nationale Whig en 1848. Il sert en tant que membre du Sénat de l'Ohio de 1855 à 1859.

## Guerre de Sécession
Avec le déclenchement de la guerre de Sécession, Buckland entre dans l'armée de l'Union, comme le colonel de la 72nd Ohio Infantry le 10 janvier 1862. Buckland commande la quatrième brigade de la 5e division de l'armée du Tennessee de William T. Sherman à la bataille de Shiloh en avril. Il est nommé général de brigade des volontaires le 29 novembre 1862. Pendant le siège de Vicksburg au printemps et au début de l'été de 1863, Buckland commande une brigade du XVe corps de Sherman.
Il démissionne de l'armée le 6 janvier 1865 et retourne en Ohio après avoir remporté l'élection au Congrès des États-Unis. Dans les lois de promotions à la suite de la reddition des armées confédérées, il est breveté major général avec une date de prise de rang au 13 mars 1865.

## Après la guerre
Buckland est élu républicain aux trente-neuvième et quarantième congrès (4 mars 1865 - 4 mars 1869). Il n'est pas candidat pour une nouvelle investiture en 1868, au quarante et unième congrès. Il reprend la pratique du droit, et sert en tant que délégué à la convention des loyalistes de Philadelphie en 1866 et à la convention des soldats de Pittsburgh.
Il sert en tant que délégué à la convention nationale républicaine de 1876. Il passe ses dernières années dans l'industrie du chemin de fer, servant en tant que directeur du gouvernement de l'Union Pacific Railroad de 1877 à 1880. Il est électeur présidentielle, en 1884, pour Blaine/Logan.
Le 1er décembre 1879, avec les avocats E. F. Dickinson, Basil Meek, Homer Everett, William Ross et d'autres, Buckland aide à établir l'association du barreau du comté de Sandusky, servant en tant que premier président pendant de nombreuses années.
Buckland est l'un des membres les plus importants de église épiscopale de St. Paul dans le centre-ville de Fremont. Il meurt à Fremont, le 27 mai 1892, et est enterré dans le cimetière d'Oakwood.